# Mabel (banda)
Mabel fue una banda danesa activa entre 1967 y 1983. La banda es conocida internacionalmente por ganar el Dansk Melodi Grand Prix de 1978 con el tema "Boom Boom" y su posterior participación en el Festival de Eurovisión. La banda estaba formada por Mike Tramp, Peter Nielsen, Otto Kulmbak y Christian Have.
La banda tuvo éxito en Europa, especialmente en España donde llegó a tener clubs de fanes, actuando por ejemplo en el programa Aplauso de Televisión Española. Los componentes de Mabel se separaron en 1983. Mike Tramp más tarde ha alcanzado el éxito en los grupos de glam metal estadounidenses White Lion y Freak of Nature, así como solista.
El grupo llegó a publicar cuatro álbumes, y numerosos sencillos. Entre ellos grabaron "Extraños" (tema hermoso) en español, lo que da una idea de lo popular que llegaron a ser en España.

## Festival de Eurovisión
Como ganadores del Dansk Melodi Grand Prix, acudieron al Festival de Eurovisión 1978. El Festival se celebró en París el 22 de abril, allí los Mabel quedaron en 16.ª posición de un total de 20 países. Su participación supuso la vuelta de Dinamarca al Festival de Eurovisión, que había dejado de acudir desde que lo hizo con la cantante Ulla Pia en 1966.

## Discografía

### Álbumes
- 1977: Another Fine Mess!
- 1978: Message From My Heart
- 1978: Mabel 4-ever
- 1979: Mabel's Største Successer

## Sencillos
- 1978: "Boom Boom"
- 1978: "I'm Only Here To Rock'n' Roll"
- 1978: "Wonderful Copenhagen"
- 1978: "Bad Boy"
- 1979: "Born To Make You Happy"
- 1979: "We Are The 80´s"
- 1979: "One Night Of Lovin'"
- 1979: "Do It With Me"
- 1981: "Extraños" (Español)[5]